# Юлен (тауншип, Миннесота)
Юле́н (англ. Ulen) — тауншип в округе Клей, Миннесота, США. На 2000 год его население составило 163 человека.

## География
По данным Бюро переписи населения США площадь тауншипа составляет 91,2 км²; 100 % занимает суша, водоёмов нет.

## Демография
По данным переписи населения 2000 года здесь находились 163 человека, 61 домохозяйство и 45 семей. Плотность населения — 1,8 чел./км². На территории тауншипа расположено 70 построек со средней плотностью 0,8 построек на км². Расовый состав населения: 96,93 % белых, по 0,61 % афроамериканцев, коренных американцев, азиатов, иные рас США и другие. Испанцы или латиноамериканцы любой расы составляли 1,84 % от популяции тауншипа.
Из 61 домохозяйства в 37,7 % воспитывались дети до 18 лет, в 65,6 % проживали супружеские пары, в 3,3 % проживали незамужние женщины и в 24,6 % домохозяйств проживали несемейные люди. 18 % домохозяйств состояли из одного человека, при том 8,2 % из — одиноких пожилых людей старше 65 лет. Средний размер домохозяйства — 2,67, а семьи — 3,11 человека.
30,1 % населения — младше 18 лет, 5,5 % — в возрасте от 18 до 24 лет, 32,5 % — от 25 до 44, 22,1 % — от 45 до 64, и 9,8 % — старше 65 лет. Средний возраст — 36 лет. На каждые 100 женщин приходилось 114,5 мужчин. На каждые 100 женщин старше 18 приходилось 128 мужчин.
Средний годовой доход домохозяйства составлял 37 500 долларов, а средний годовой доход семьи — 40 357 долларов. Средний доход мужчин — 32 750 долларов, в то время как у женщин — 21 250. Доход на душу населения составил 14 318 долларов. За чертой бедности находились 11,4 % семей и 21,3 % всего населения тауншипа, из которых 25,5 % младше 18 и 25 % старше 65 лет.